# Rockton, Illinois
Rockton är en ort (village) i Winnebago County, i delstaten Illinois, USA. Enligt United States Census Bureau har orten en folkmängd på 7 652 invånare (2011) och en landarea på 14,2 km².